# Oddział generała Czerepowa
Oddział generała Czerepowa (ros. Отряд генерала Черепова) – ochotnicza jednostka wojskowa białych o charakterze miejskiej samoobrony podczas wojny domowej w Rosji.
4 grudnia 1917 r. mieszkający w Rostowie nad Donem gen. mjr Aleksandr N. Czerepow w porozumieniu z komendantem garnizonu miasta gen. mjr. Fiodorem N. Czornojarowem zorganizował zebranie miejscowych oficerów, na którym postanowiono sformować oddział dla ochrony porządku w mieście. Zgłosiło się ok. 200 ochotników, głównie młodych oficerów. Część z nich pochodziło z Nachiczewanu. Na jego czele stanął gen. A.N. Czerepow. 5 grudnia przyjechał on do Nowoczerkaska, gdzie złożył meldunek o sformowaniu oddziału dowódcom tworzącej się Armii Ochotniczej, gen. Ławrowi G. Korniłowowi i gen. Michaiłowi W. Aleksiejewowi. Wkrótce oddział, po nieudanej obronie Rostowa przed atakującymi wojskami bolszewickimi, wycofał się z miasta, po czym dołączył do Armii Ochotniczej. Tam został rozformowany.